# Великий мост (Новгород)
Великий мост — общее название мостов через Волхов, существовавших в Новгороде с XII века до 1944 года.

## История
Первой переправой на этом месте стал деревянный мост, впервые упомянутый в Новгородской первой летописи под 1133 годом в связи с ремонтом. Он связывал Новгородский детинец и Ярославово Дворище. В то же время написано, что мост уже чинили, а значит его построили раньше. Мост на деревянных свайных опорах, вдоль которого располагались различные лавки, являлся важнейшим публичным пространством Новгорода, местом торговли, общественных собраний и казней.
Новгородская первая летопись старшего извода сообщает, что в 1143 году от осенних дождей вода в Волхове и всюду поднялась очень высоко. Озеро Ильмень ночью стало замерзать, но ветер разметал льдины и вынес в Волхов, где ими разбило мост, а четыре городни вообще неизвестно куда унесло: «Въ сё же лѣто (6651) бяше велика въ Волхове, и хоромъ много сноси… Стояше вся осенина дъждева, от Госпожина дни до Корочюна, тепло, дъжгь; и бы вода велика вельми въ Волхове и всюде, сено и дръва разнесе; озеро морози въ нощь, и растьрза вѣтръ, и вънесе въ Волхово, и поломи мостъ, д (4) городнѣ отиноудь бе знатбе занесе. Въ то же лѣто оженися Святопълкъ Новгородѣ, приведе жену из Моравы, межи 13 Рожествомь и Крещениемь».

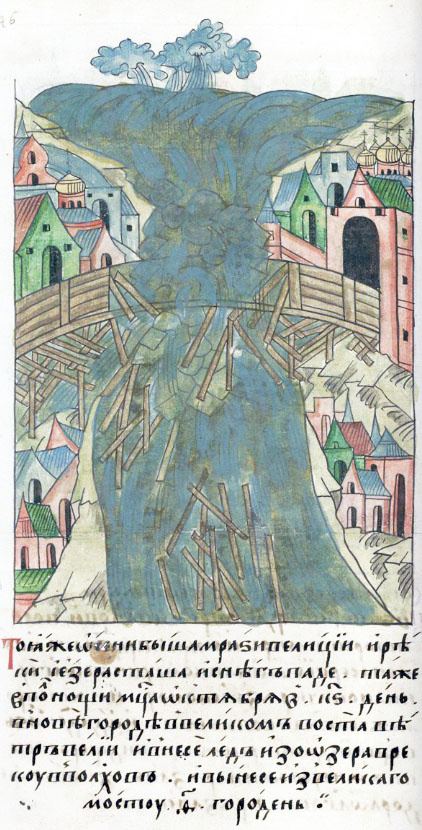
Лицевой летописный свод (XVI век): В 6895 (1387) году «…в полночь, месяца октября в 26-й день, в Новгороде Великом поднялся ветер великий, и понёс лёд из озера в реку Волхов, и вынес из Великого моста 9 устоев».

В 1144 году через Волхов был построен новый мост, в стороне от ветхого: «по стороне ветхого».
Название «Великий мост» появляется в летописи под 1228 годом: «Той же осени бысть вода велика въ Вълхове: пойма около озера сена и по Волхову. Тъгда помьрзъшю озеру и стоявшю 3 дни, и въздре угь ветръ, изламавъ, вънесе все въ Вълхово, и въздре 9 городьнь великаго моста, и принесе къ Питбе подъ святыи Николу 8 городьнь въ ноць, а 9-ю рознесе, месяця декабря въ 8 день, на святого Патапия».
О катастрофических последствиях наводнений для Великого моста говорится в летописях под 1338 годом: «Бысть вода велика в Волхове, яко же не бысть бывала николи же, …и снесе великого моста 10 городень», под 1406 годом: «Того же лета иде лед силенъ изъ озера, и вышибе изь великаго мосту городню», под 1421 годом: «бысть вода велика …и снесе Великыи мост», под 1436 годом: «выломи ледом ноць мержею у великого мосту 7 городень».
На спиленные сваи нового моста были получены дендродаты: № 18 — 1780 год, № 3 — 1778 год, № 20 −1781 год, № 35 — 1782 год, № 10 — 1782 год. На часть свай датировку получить не удалось. Судя по тексту Книги записи контрактов, заключённых в 1782 году между казённой палатой и купечеством на постройку нового моста, а также чертежей ремонта моста в 1808 году, конструкция опор моста, построенного в 1780-х годах и ремонтировавшегося в 1807—1808 годах, была свайно-ряжевой. После ремонта в начале XIX века мост просуществовал на прежнем месте до начала 1830-х годов, после чего был сооружен новый деревянный мост на каменных опорах по линии существующего пешеходного моста. Он прослужил вплоть до Великой Отечественной войны. В 1944 году мост взорвали отступавшие немецкие войска.
Сейчас в Великом Новгороде Софийскую и Торговую стороны в районе новгородского Детинца и Ярославова Дворища соединяет Пешеходный (Кремлёвский) мост, открытый в 1987 году.
На Волховском мосту былинный герой Василий Буслаев бился во главе своей дружины на спор со всеми новгородскими мужиками.

### Предшественник Великого моста XII века

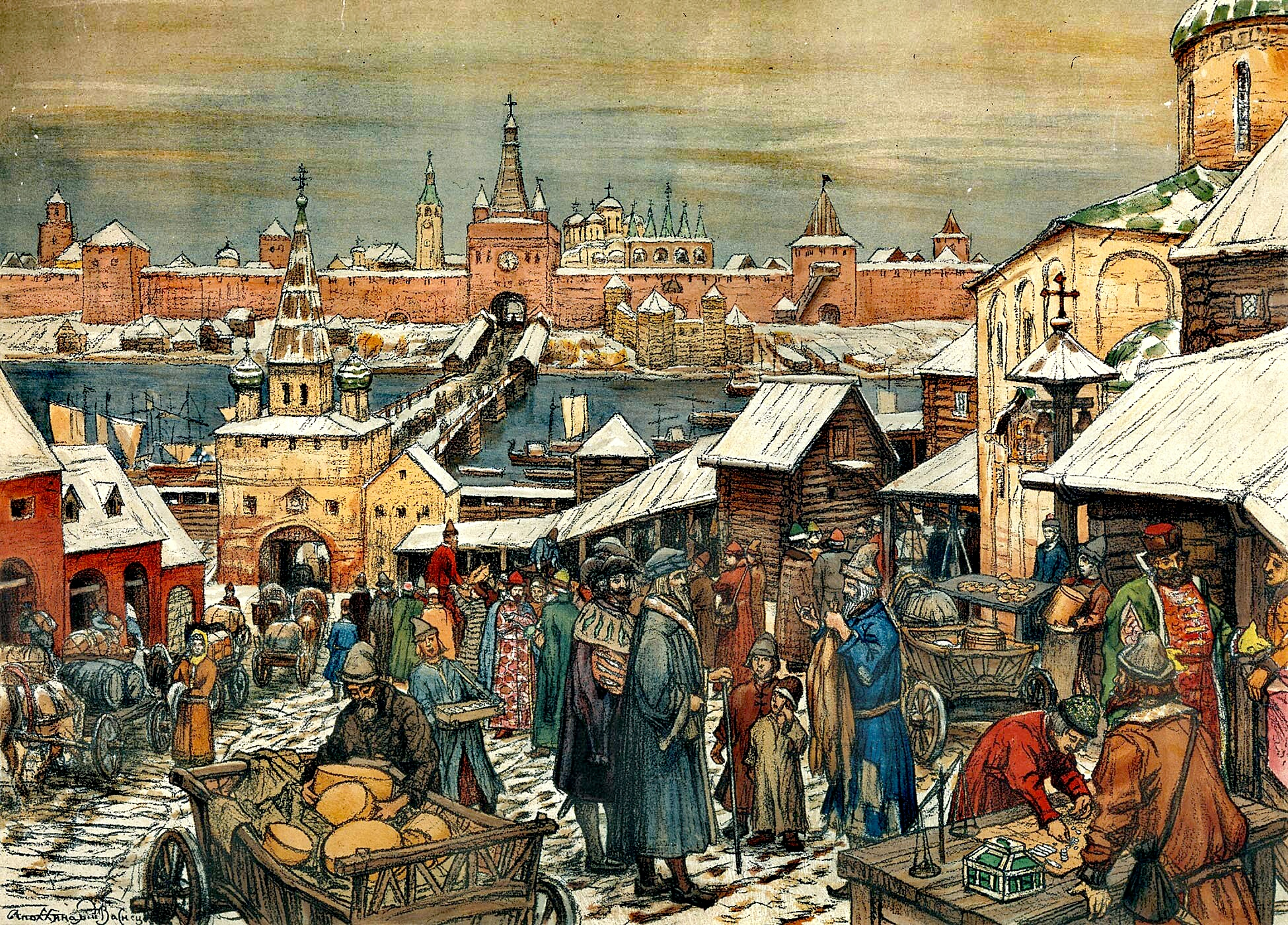
«Новгородский торг» — картина Аполлинария Васнецова

В 2017 году подводная экспедиция Института археологии РАН обнаружила многолучевым эхолотом SeaBat Т50-Р, который позволяет получить трёхмерную картину, на дне Волхова ряд «бугров», располагавшихся параллельно мосту XII—XIII веков на 170 метров выше по течению пешеходного моста через Волхов. В марте 2018 года на одном из участков под вскрытым подводными археологами полутораметровым культурным слоем XIV—XVI веков нашли разрушенную опору неизвестного моста через Волхов. В апреле 2018 года подводными археологами в точке гипотетической 5-й опоры был обнаружен пятиугольный в плане забутованный камнем сруб (ряж или городня). Радиоуглеродный анализ образцов сруба, проведённый в лаборатории изотопных исследований РГПУ им. А. И. Герцена, показал, что возраст этого моста, пересекавшего русло Волхова между Никольским собором на Ярославовом Дворище (на правом берегу) и утраченным собором Бориса и Глеба в Новгородском детинец (на Левом берегу), может составлять ок. 1068 ± 25 лет, то есть он был построен в X веке — деревья завершили свой рост приблизительно в 950 году. Лаборатория радиоуглеродного датирования и электронной микроскопии Института географии Российской академии наук и Центр изотопных исследований Университета Джорджии в США провели масс-спектральный анализ ели и сосны из которых была срублена опора. Оказалось, что деревья прекратили расти в период с 932 года до 946 года. Калиброванные даты отнесли четыре образца из сруба во вторую четверть X века, а дубовые брёвна, найденные у правой стенки, — к последней четверти X века. Расстояния между центрами опор на дне Волхова составили 23 метра, а значит пролёты древнего моста имели длину не менее 17 метров.

В тексте Иоакимовской летописи, известной по пересказу Татищева, мост упоминается в рассказе о крещении новгородцев зимой 989/990 гг., когда новгородцы, чтобы не допустить крестителей на левый берег Волхова, разрушили часть моста, а на оставшейся части поставили метательные орудия:

«В Hовеграде людие, …разметавши мост великий, изыдоша с оружием, …и вывесше два порока великие со множеством камения, поставиша на мосту, яко на сусчия враги своя».
Но это не помогло новгородцам, и уже на следующий день тех, кто не хотел креститься «воини влачаху и кресчаху, мужи выше моста, а жёны ниже моста».
У древнего ряжевого моста было меньше 15 опор, тогда как у моста XII—XIV веков было 23 опоры. Такие пролёты должны были иметь комбинированную трапецеидальную, подкосно-ригельную конструкцию либо поддерживаться промежуточными свайными или рамными опорами. Местом для строительства был выбран самый узкий и глубокий участок Волхова и Малого Волховца у истока из озера Ильмень. Целями моста также могли быть защита город от врагов и контроль прохода судов по Волхову. У основания аккумуляционной террасы обнаружено несколько фрагментов раннекруговой керамики рубежа X—XI веков.
Так как после разрушения сруба бутовый валун высыпался, перегородив русло дамбой, то место строительства нового моста переместили на 100 метров ниже по течению Волхова (севернее), а конструкция его опор стала свайной. Часть срубных опор, недоступных для извлечения, послужила причиной обмеления, а четыре опоры до сих пор возвышаются над речным дном, а опоры со стороны Детинца покрылись полутораметровым грунтом и образовали мелководное плато.